# 朱舜水纪念堂
朱舜水纪念堂位于中国浙江省宁波余姚市城区龙泉山南麓、龙山弄8-13号，原为姚江朱氏老三房宗祠崇孝祠（朱舜水即其支系后裔），建于清末，具有清代浙东祠堂建筑的典型风格，1995年修缮并辟为纪念堂。建筑依山势而建，由坐东朝西的头门一间和坐北朝南的门厅、正厅、后厅（奉先楼）各五间组成，正厅原为祭祖之处，现用于史料陈列，后厅则为供奉祖先牌位之处。